# Danh sách doanh nghiệp lớn nhất Singapore
Bài viết này liệt kê danh sách các công ty lớn nhất ở Xinh-ga-po về các mặt doanh thu, lợi nhuận thuần và tổng tài sản, chiếu theo hai tạp chí kinh doanh nổi tiếng của Mỹ là Fortune và Forbes.

## Danh sách củaFortunenăm 2020
| Thứ hạng | Thứ hạng trên Fortune 500 | Tên công ty          | Ngành nghề         | Doanh thu (triệu đô la Mỹ) | Lợi nhuận (triệu đô la Mỹ) | Số nhân sự | Trụ sở     |
| -------- | ------------------------- | -------------------- | ------------------ | -------------------------- | -------------------------- | ---------- | ---------- |
| 1        | 27                        | Trafigura            | Commodity          | 171.474                    | 872                        | 5.106      | Xinh-ga-po |
| 2        | 285                       | Wilmar International | Sản xuất thực phẩm | 42.641                     | 1.293                      | 90.000     | Xinh-ga-po |

## Danh sách củaForbesnăm 2021
| Thứ hạng | Thứ hạng trên Forbes 2000 | Tên công ty             | Trụ sở     | Doanh thu (tỷ đô la Mỹ) | Lợi nhuận (tỷ đô la Mỹ) | Tổng tài sản (tỷ đô la Mỹ) | Giá trị (tỷ đô la Mỹ) | Ngành nghề         |
| -------- | ------------------------- | ----------------------- | ---------- | ----------------------- | ----------------------- | -------------------------- | --------------------- | ------------------ |
| 1        | 164                       | Oversea-Chinese Banking | Xinh-ga-po | 24.5                    | 2.6                     | 394.5                      | 40.1                  | Ngân hàng          |
| 2        | 196                       | DBS Bank                | Xinh-ga-po | 13.2                    | 3.4                     | 491.9                      | 55.4                  | Ngân hàng          |
| 3        | 276                       | Wilmar International    | Xinh-ga-po | 50.5                    | 1.5                     | 51.0                       | 25.9                  | Sản xuất thực phẩm |
| 4        | 294                       | United Overseas Bank    | Xinh-ga-po | 9.5                     | 2.0                     | 326.7                      | 32.8                  | Ngân hàng          |
| 5        | 549                       | Singtel                 | Xinh-ga-po | 12.1                    | 0.8                     | 34.4                       | 31.5                  | Viễn thông         |
| 6        | 1156                      | Flex                    | Xinh-ga-po | 23.3                    | 0.4                     | 15.7                       | 9.3                   | Điện tử            |
| 7        | 1257                      | Singapore Airlines      | Xinh-ga-po | 11.6                    | -0.2                    | 23.7                       | 12.0                  | Hàng không         |
| 8        | 1297                      | CapitaLand              | Xinh-ga-po | 4.9                     | -1.1                    | 63.8                       | 14.6                  | Bất động sản       |
| 9        | 1355                      | Olam International      | Xinh-ga-po | 26.0                    | 0.1                     | 20.2                       | 4.1                   | Agriculture        |